# Maurizio Martina
Pour les articles homonymes, voir Martina.
Maurizio Martina, né le 9 septembre 1978 à Calcinate, est un homme politique italien, membre du Parti démocrate, secrétaire depuis le 6 mars 2018.
Il devient secrétaire d'État des Politiques agricoles, alimentaires et forestières du gouvernement Renzi en 2013, puis ministre des gouvernements Renzi puis Gentiloni l'année suivante. Il démissionne de son poste de ministre le 13 mars 2018.